# Reprezentacja Nowej Zelandii w piłce ręcznej mężczyzn
Reprezentacja Nowej Zelandii w piłce ręcznej mężczyzn – narodowy zespół piłkarzy ręcznych Nowej Zelandii. Reprezentuje swój kraj w rozgrywkach międzynarodowych.

## Występy wPucharze Narodów Oceanii
- 2004 – 4. miejsce
- 2006 – 3. miejsce
- 2008 – 4. miejsce
- 2010 – 2. miejsce
- 2012 – 2. miejsce